# 长嘴鹩鹛
长嘴鹩鹛（学名：Napothera malacoptila），是长嘴鹩鹛属的一种。
长嘴鹩鹛分布于不丹、东喜马拉雅、缅甸和越南。喜欢栖息在亚热带或热带雨林或潮湿的山地林中。
长嘴鹩鹛体重约19.4克，翼长约57.6毫米，嘴峰长约24.5毫米，喙宽度约3毫米，喙厚度约3.7毫米，跗蹠长约23.4毫米，尾长约32毫米。长嘴鹩鹛在其分布区内为留鸟，食性为肉食性，主要食物来源是陆生无脊椎动物。

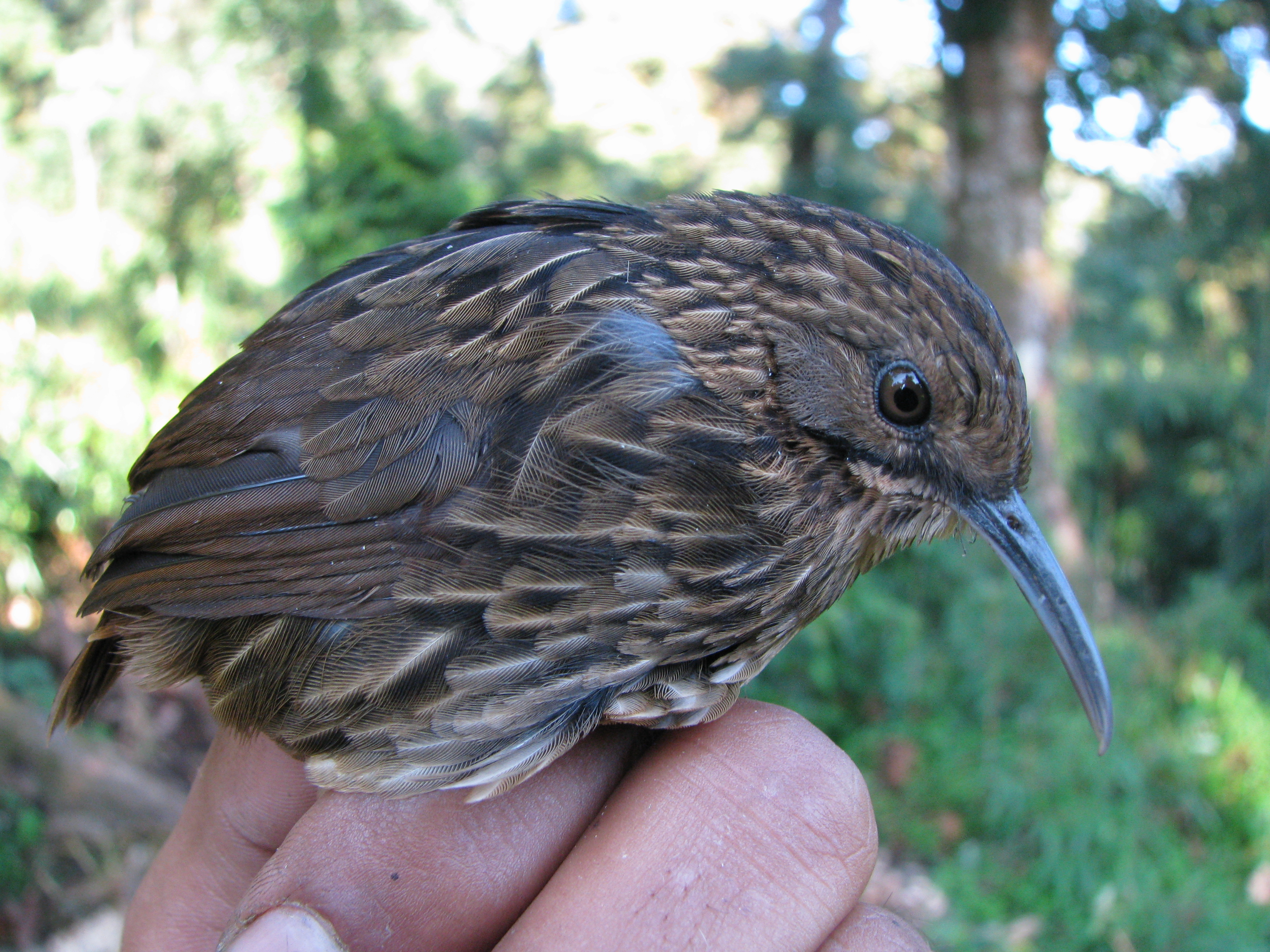
中国西藏的长嘴鹩鹛